# Саблин, Николай Васильевич
Никола́й Васи́льевич Са́блин (12 октября 1880, Санкт-Петербург, Российская империя — 20 января 1962, Деж, Румыния) — капитан 2-го ранга Гвардейского экипажа, начальник Сатакундской флотилии (1916), общественный деятель, публицист, автор книги «Десять лет на императорской яхте „Штандарт“».

## Биография
Из дворян Области Войска Донского, сын полковника. Окончил Морской кадетский корпус (1901).

### Русско-японская война
По флоту — Саблин 3-й. К началу войны вахтенный начальник эскадренного броненосца «Ретвизан».
В ночь с 26 на 27 января 1904 года японские миноносцы атаковали стоявшие на рейде Порт-Артура русские корабли, в том числе «Ретвизан». В результате попадания торпеды «Ретвизан» получил серьёзные повреждения и был отведён командиром на мелководье. В дальнейшем неподвижный броненосец использовался как батарея — участвовал в отражении ночных атак японских миноносцев. После заделки пробоины «Ретвизан» участвует в сражении с японским флотом в Жёлтом море 28 июля 1904 г., при неудачной попытке прорваться во Владивосток. Для восстановления нарушенного боевого порядка эскадры, во время одного из боёв, «Ретвизан» своим манёвром отвлёк на себя весь огонь противника, пытался таранить флагманский японский корабль.

В «Ретвизан» попало 23 снаряда, из которых два поразили рангоут и не разорвались. Были разбиты все прожекторы и шлюпки, выведен из строя носовой компас, пробита фок-мачта, раздроблен элеватор подачи снарядов на фор-марс. В носовой части по правому борту в 51-мм броне были обнаружены две пробоины (через одну из них вода поступала в кондукторскую кают-компанию). Вражеским огнём были выведены из строя одно 152-мм, два 75-мм и пять 47-мм орудий, а также заклинена носовая башня. Большие пробоины были в кожухе первой дымовой трубы и в обшивке правого борта в районе каюты командира. Остальные повреждения были незначительными.
Потери в личном составе для такого ожесточённого боя также оказались относительно невелики: шесть матросов были убиты и 38 ранены, в том числе четверо — тяжело. Из офицеров лёгкие ранения получили пять человек: командир корабля Э. Н. Щенснович, мичманы Н. В. Саблин 3-й, В. А. Гурячков, П. C. Столица и князь Д. Н. Голицын. Для сравнения: на флагманском корабле адмирала Того, по японским официальным данным, за это же время было убито 24 и ранено 89 человек.

Позже Н. В. Саблин участвует в сухопутной обороне Порт-Артура.
После сдачи Порт-Артура больше года был в японском плену, вёл дневник — хранится в его личном фонде в Российском государственном архиве Военно-морского флота.

### Дальнейшая служба
С 1906 г. служил на императорской яхте «Штандарт» вахтенным начальником, а с 1909 г. ревизором. С октября 1910 г. флаг-офицер штаба (с этого момента формально не числился в судовом составе, но продолжал участвовать в плаваниях).
В 1915—1916 гг. помощник по морской части начальника Чудской флотилии.
В 1916—1917 гг. начальник Сатакундской флотилии, созданной на внутренних финских озёрах для совместных с армией действий и обороны фланговых позиций, расположенных по берегам Сатакундской озёрной системы.

### Служба в Советской России
После захвата власти большевиками начальник автомобильного отдела Морского ведомства РСФСР, с июля 1918 г. в Главном управлении кораблестроения. 9 августа 1918 г. арестован, 3 декабря освобождён. В 1919 г. начальник шифровального отдела службы связи Балтфлота, вновь арестован и вновь освобождён.

### В эмиграции
В 1920 г. бежал в Румынию. С апреля 1928 г. член Кружка бывших офицеров Российского флота в Бухаресте, сотрудник журнала «Военная Быль», начальник группы в Бухаресте. До 1941 г. являлся редактором антисоветской газеты «Голос Бухареста».

### Аресты и гибель
В 1945 г. захвачен Смерш и вывезен в СССР, 1 декабря Особым совещанием НКВД СССР приговорён по ст. 58-1 «б» и 58-1 УК РСФСР к заключению в ИТЛ на 20 лет.
Отбывал срок в Карагандинской области (в это время в Нью-Йорке издавались его записки). В 1954 г. был освобождён по болезни досрочно и 15 мая 1955 г. передан представителям Румынии.
18 марта 1958 г. арестован румынскими властями, приговорён к 28 годам за «государственную измену» и «деятельность против общественного строя».
Умер в румынской тюрьме 20 января 1962 года.

## Прохождение службы
Российская империя
- Вахтенный начальник броненосца береговой обороны «Генерал Адмирал Апраксин» (14.05 — 13.09.1901).
- Заведующий гребными судами начальствующих лиц Кронштадтского порта (20.09 — 21.11.1901).
- Вахтенный начальник эскадренного броненосца «Ретвизан» (10.03.1902 — 12.11.1903), миноносца «Разящий» (12.11.1903 — 07.02.1904), эскадренного броненосца «Ретвизан» (07.02 — 25.11.1904).
- Участник обороны Порт-Артура на сухопутном фронте.
- Японский плен (20.12.1904 — 28.02.1906).
- Прикомандирован к Гвардейскому экипажу (08.05.1906).
- Императорской яхты «Штандарт»: вахтенный начальник (18.05.1906 — 26.04.1909), ревизор (26.04.1909 — 17.10.1910).
- Флаг-офицер затем старший флаг-офицер штаба флаг-капитана Е. И. В. адмирала Нилова (17.10.1910 — 07.11.1915).
- Помощник по морской части начальника Чудской озёрной флотилии

(09.11.1915).
- Начальник Сатакундской флотилии (1916).

Советская Россия
- Начальник автомобильного отдела Морского ведомства РСФСР (1918).
- В Главном управлении кораблестроения РСФСР (с июля 1918).
- Начальник шифровального отдела службы связи Балтфлота (1919)[4].

## Производства
- Мичман (6.05.1901)
- Лейтенант (6.05.1905)
- Старший лейтенант за отличие по службе (10.04.1911)
- Капитан 2-го ранга за отличие по службе (6.12.1913)[1][5]

## Награды
- Орден Святой Анны 4-й степени с надписью «За храбрость» (15.03.1904)

За успешное отражение неприятельских миноносцев и потопление пароходов-брандеров, в ночь на 11 февраля с.г., имевших целью взорвать броненосец «Ретвизан» и заградить проход на внутренний рейд порта Артур.
— Приказ Наместника Е. И. В. на Дальнем Востоке № 254 от 15.03.1904 г.
- Орден Святого Станислава 3-й степени с мечами и бантом (19.12.1904)
- Орден Святой Анны 3-й степени с мечами и бантом (20.12.1904)
- Орден Святого Станислава 2-й степени с мечами (22.12.1904)
- Орден Святой Анны 2-й степени (22.03.1915)
- Орден Святого Станислава 1-й степени (1.01.1915)
- Орден Святого Владимира 4-й степени (7.12.1916)
  - Иностранные:
- Кавалер креста ордена Почётного Легиона (фр.) (1908)
- Орден Виктории 5-го класса (англ.) (1908)
- Орден Льва и Солнца 2 степени (перс.) (1909)
- Кавалер креста 1-го класса Ордена Меча (швед.) (1909)
- Офицерский крест Ордена Чёрной Звезды (фр.) (1909)
- Орден Золотой Звезды 3-й стенени (бухар.) (1909)
- Орден Золотой Звезды 2-й степени (бухар.) (1911)
- Командорский крест ордена Полярной Звезды (швед.) (1912)
- Командорский крест ордена Чёрной Звезды (фр.) (1914)[5][6]

## Книги и статьи Николая Васильевича Саблина
- Десять лет на императорской яхте «Штандарт». — СПб.: Петроний, 2008. — 484 с.: ил. — 2000 экз.
- Эскадренный броненосец «Ретвизан» (рукопись).
- Статьи в «Морском журнале», в 1928—1932 гг.
- 25 статей на морские темы в газетах[7].

## Архивные источники
- Российский государственный архив ВМФ. Аннотированный реестр описей фондов (1696—1917): ф. 21. Саблин Николай Васильевич, капитан 2 ранга (1880—1962). Дел. 62; 1879—1920. Оп. 1.
  - Материалы биографического характера; дневники, воспоминания, записные книжки; переписка с родственниками.
  - Материалы служебного характера: приказы Н. В. Саблина в период командования Сатакундской флотилией; о деятельности в Санкт-Петербургском речном флоте.
  - Материалы о Русско-японской и Первой мировой войнах, Г. Распутине (есть его фотографии).
  - Материалы родственников Н. В. Саблина (родителей и жены).
  - Иллюстративный материал: личные и семейные фотографии; фотографии, связанные со служебной деятельностью; фотографии царской семьи, сделанные во время плаваний на яхтах «Штандарт» и «Полярная звезда» по Балтийскому морю, в Швецию и Англию, в Крыму; фотографии интерьеров Зимнего дворца и судов.